# Rete tranviaria di Ferrara
La rete tranviaria urbana di Ferrara fu in esercizio dal 1903 al 1938.

## Storia

Tram davanti alla Stazione ferroviaria

La prima tranvia urbana ferrarese, a trazione animale e con scartamento ordinario, fu inaugurata il 25 ottobre 1903 per iniziativa dell'ingegner Antonio Cristofori, sul percorso piazza della Cattedrale - stazione ferroviaria. Poco dopo furono attivate altre due linee, anch'esse a cavalli, dirette a Borgo San Giorgio e Borgo San Luca. Il Cristofori, nel 1899 ottenne altresì la concessione per l'esercizio di alcune linee a trazione elettrica, divenne in quegli anni vice capo dell'ufficio tecnico provinciale.
Già nel 1906 però si decise di passare alla trazione elettrica, aggiungendo alla rete esistente una quarta linea urbana, per Porta Mare, più una extraurbana per Pontelagoscuro, frazione e porto di Ferrara sul Po), e si progettò altresì di portare la rete allo metrico.
Il 14 luglio 1909 la Società Anonima Ferrarese Trazione Forza e Luce (TFL), costituita il 17 agosto 1906 e partecipata dalla SADE, avanzò dunque domanda per costruire ed esercitare alcune linee tramviarie a trazione elettrica nella città di Ferrara, riferita alle linee:
- da borgo San Giorgio alla piazza della Cattedrale e quindi pel viale Cavour alla stazione ferroviaria;
- da borgo San Luca per piazza della Cattedrale, corso Giovecca e via Montebello a porta a Mare.

La stessa fu accolta con Regio decreto n. 454 del 23 aprile 1911. L'inaugurazione della rete tranviaria, ricostruita a cura della TFL, era nel frattempo avvenuta il 13 luglio 1910.
Dopo alcuni anni di servizio, il capolinea urbano venne spostato in piazza Savonarola, così da liberare il transito lungo l'asse di corso Porta Reno. Un'ulteriore modifica di percorso si ebbe negli anni venti, con lo spostamento del binario della linea di Porta Mare da via Montebello alla parallela via Palestro, per servire piazza Ariostea.
Già nel 1925 la TFL propose al Comune di sperimentare l'agente unico sulla linea di Porta Mare che aveva una scarsa affluenza; in seguito alla crisi economica la rete divenne meno remunerativa e nel 1930 fu rivista la Convenzione del 1907 al fine di riorganizzare e ampliare le linee di trasporto pubblico nel territorio comunale anche con linee di autobus ad accumulatori.
Gli anni successivi videro peggiorare ulteriormente i conti economici della TFL, aggravati dalla scarsa affluenza di passeggeri; nel 1935 fu soppressa la linea per Borgo San Luca ma la situazione ben presto degenerò portando al fallimento della società e alla eliminazione definitiva del servizio tranviario, avvenuta il 31 maggio 1938. La linea di Pontelagoscuro sopravvisse fino al 31 marzo 1939 quando avvenne la definitiva soppressione.
L'amministrazione cittadina decise quindi di sostituire il servizio tranviario con una rete filoviaria, ritenuta più moderna ed efficiente, che fu inaugurata il 28 ottobre 1938 ed affidata alla Società Trasporti Urbani (STU), azienda del gruppo Fiat.

## Caratteristiche
La rete a scartamento era armata con rotaie Phoenix da 35,2 kg/m, a differenza di quella precedente ippotrainata, a scartamento ordinario, che adottava le più antiche rotaie Demerbe, da 30 kg/m. I tratti che percorrevano le vie via Cavour e Rivagrande erano armati con doppio binario.
La consistenza definitiva, raggiunta a metà degli anni trenta, era di 5 linee:
- Linea 1 Castello - Ferrovia
- Linea 2 Castello - Borgo San Giorgio
- Linea 3 Castello - Porta Mare
- Linea 4 Castello - Borgo San Luca (Deposito)
- Linea Ferrara (Castello) - Pontelagoscuro, dal 1917 classificata extraurbana

Il deposito-officina sociale della TFL sorgeva a Borgo San Luca, e comprendeva anche la centrale termoelettrica e la sottostazione di conversione che alimentava la linea alla tensione di 600 V.
Storico direttore di esercizio della TFL fu l'ingegner Vittorio Allocco, di Verona, già direttore della Ferrovia Verona-Caprino-Garda e successivamente della ferrovia Arezzo-Stia.

## Materiale rotabile
Per l'esercizio della rete urbana la TFL si dotò di un parco di 17 elettromotrici 2 assi di costruzione MAN, dotate di equipaggiamenti elettrici CGE con presa di corrente ad archetto a lira, immatricolate come 1÷17, cui si aggiungevano 8 rimorchiate del medesimo fornitore; la linea di Pontelagoscuro era servita da 4 vetture analoghe, che differivano dalle prime per la presenza di quattro finestrini lungo le fiancate, in luogo di tre.
Nel dopoguerra si aggiunsero al parco ulteriori 4 rimorchiate di nuova costruzione.

## Galleria d'immagini

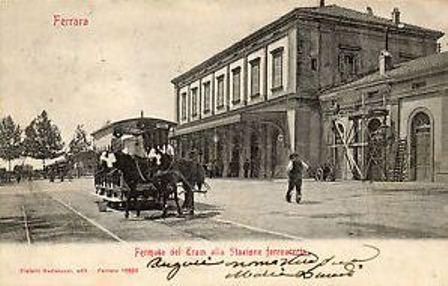
Tram a cavalli davanti alla stazione FS
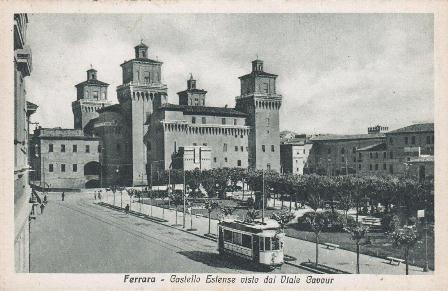
Viale Cavour
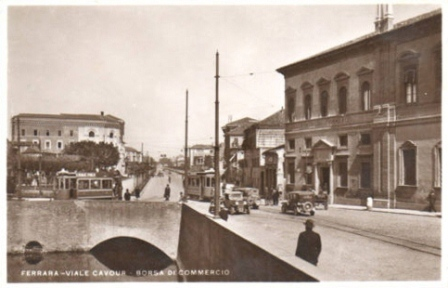
Vetture in transito davanti al palazzo della borsa